# Nombre 147
El nombre 147 (CXLVII) és el nombre natural que segueix el nombre 146 i precedeix el nombre 148.
La seva representació binària és 10010011, la representació octal 223 i l'hexadecimal 93.
La seva factorització en nombres primers és 3×7²; altres factoritzacions són 1×147 = 3×49 = 7×21; és un nombre 3-gairebé primer: 7 × 3 × 7 = 147.